# Escut de Pedralba
L'escut de Pedralba és un símbol representatiu oficial del municipi valencià de Pedralba (els Serrans). Té el següent blasonament:
Escut quadrilong de punta redona, partit. En el primer quarter, en camp d'atzur, tres muntanyes d'argent. En el segon quarter, en camp de gules, tres sabates o avarques, escacades d'argent i de sable, ben ordenades; al tot, bordura de gules, amb huit escudets d'or carregats d'una banda de sable. Per timbre, una corona reial oberta.

## Història
Resolució de 12 de juny de 1997, del conseller de Presidència, publicada al DOGV núm. 3.054, d'11 d'agost de 2006.
1997
Les muntanyes d'argent són un senyal parlant referent al topònim de la població, provinent del llatí petra alba, 'pedra blanca'. Al costat, les armories dels Sabata de Calataiud, barons de Pedralba i antics senyors de la localitat.